# Дракулини ожиљци
Дракулини ожиљци (енгл. Scars of Dracula), или Последњи Дракула, британски је хорор филм из 1970. режисера Роја Варда Бејкера, директан наставак филма Окуси Дракулину крв, шести у Хамеровом серијалу филмова о Брем Стокеровом Дракули и други заредом који је објављен 1970. године. Кристофер Ли се поново вратио у улогу насловног вампира, грофа Дракуле, кога је те године тумачио у чак четири различита филма.
Осим Лија од глумачке поставе из претходних филмова по четврти пут се вратио и Мајкл Рипер, али његова улога није имала везе са претходним појављивањима. С друге стране, Дракулин слуга се у овом делу, као и у Дракула: Принц таме, зове Клов, али га тумачи други глумац и није потврђено да ли се ради о једном истом лику.
У овом делу десио се најосетнији пад у односу на све претходне филмове и по први пут се десило да неки од филмова из овог серијала доживи неуспех. Сајт Rotten Tomatoes га је оценио са 33%, што је више него дупло слабије од претходног дела. Критичари су углавном замерали понављање једне исте приче из првих филмова, као и лоше специјалне ефекте коришћене код слепих мишева.
Неуспех овог филма навео је продукцију Хамер да у потпуности промени ток серијала, те је у наредном филму Дракула смештен у садашњост, а Питер Кушинг се враћа у улогу Ван Хелсинга.

## Радња
На необјашњен начин Дракулини посмртни остаци су доспели на његов дворац, након што је уништен у цркви на крају претходног дела. Њега овога пута оживљавају слепи мишеви, који на његове остатке доносе крв својих жртава. 
Дракула наставља свој терор над становницима Трансилваније и шаље јато својих слепих мишева на људе сакривене у оближњој цркви. Тада се дешава највећи масакр у серијалу у коме страда на десетине људи и деце. Локални свештеник који не може да поднесе грижу савести, јер се сматра одговорним што није заштитио људе, помаже младом пару да пронађе Дракулин ковчег и заустави његов терор.

## Улоге
| Глумац           | Улога         |
| ---------------- | ------------- |
| Кристофер Ли     | гроф Дракула  |
| Денис Ватерман   | Симон Карлсон |
| Џени Хенли       | Сара Фрамсен  |
| Кристофер Метјуз | Пол Карлсон   |
| Мајкл Гвин       | свештеник     |
| Мајкл Рипер      | власник крчме |
| Патрик Трогтон   | Клов          |
| Анушка Хемпел    | Тања          |
| Венди Хамилтон   | Џули          |
| Боб Тод          | градоначелник |
| Делија Линдси    | Алиса         |